# Phaea signaticornis
Phaea signaticornis är en skalbaggsart som beskrevs av Julius Melzer 1932. Phaea signaticornis ingår i släktet Phaea och familjen långhorningar.
Artens utbredningsområde är Costa Rica. Inga underarter finns listade i Catalogue of Life.